# Wołodymyr Ostapenko
Wołodymyr Serhijowycz Ostapenko, ukr. Володимир Сергійович Остапенко (ur. 28 lipca 1998) – ukraiński siatkarz, grający na pozycji środkowego, reprezentant Ukrainy. 

## Sukcesy klubowe
Superpuchar Ukrainy:
- 2017, 2023[2]

Mistrzostwo Ukrainy:
- 2022
- 2018, 2021, 2023, 2024[3]

Puchar Ukrainy:
- 2020, 2024[4]

Puchar Ligi Ukraińskiej
- 2022

## Sukcesy reprezentacyjne
Mistrzostwa Europy juniorów:
- 2016

Liga Europejska:
- 2021